# Sotzweiler

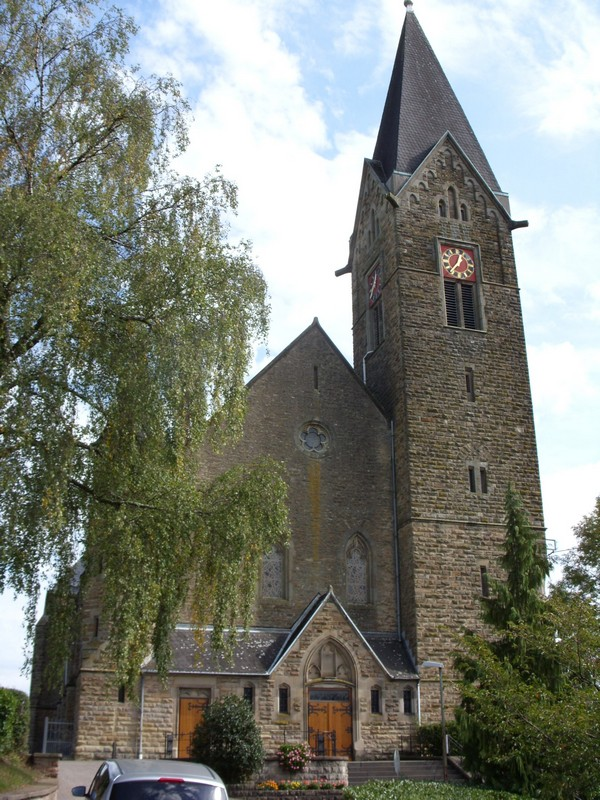
St. Mauritius Sotzweiler

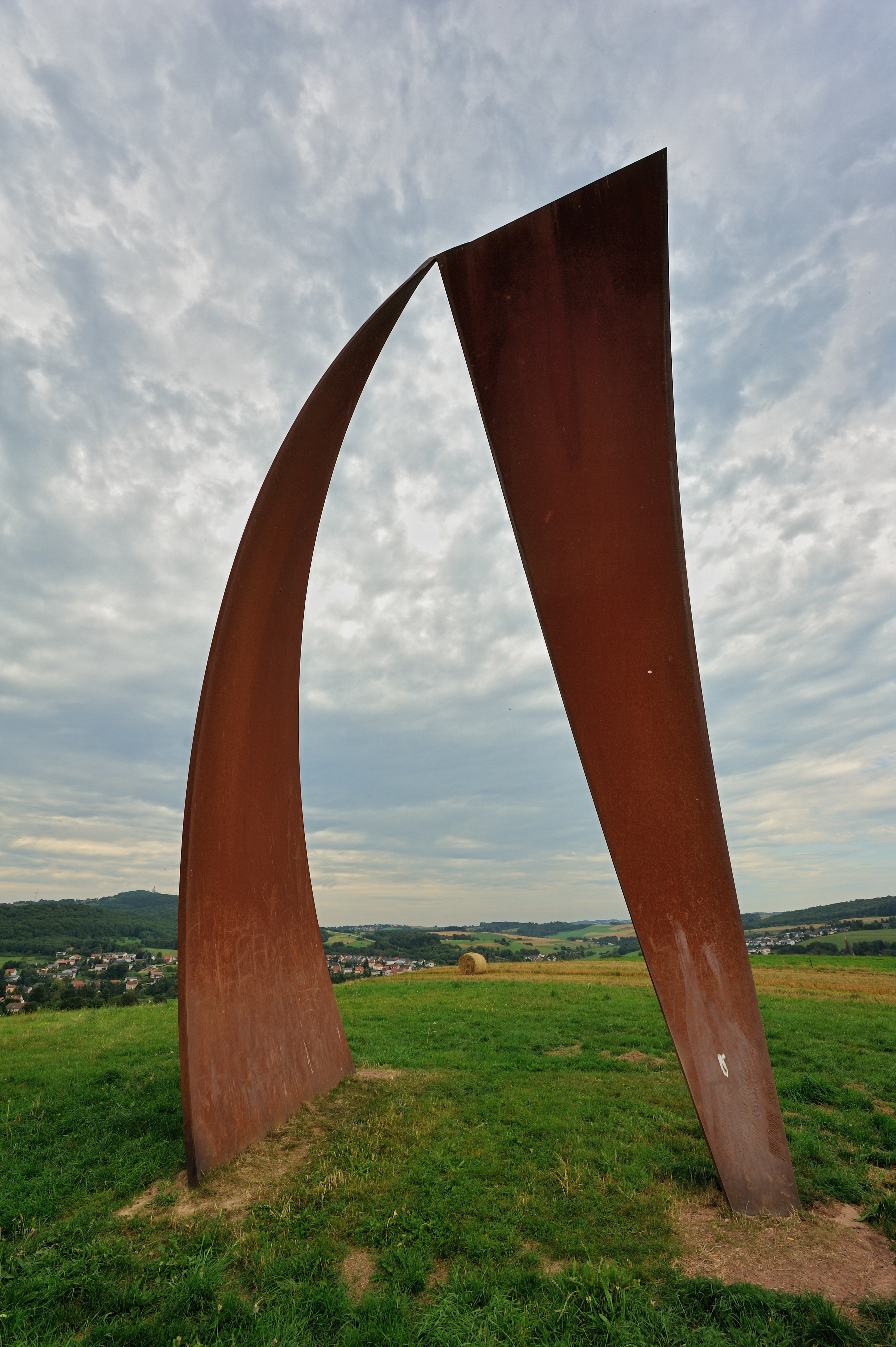
Wortsegel

Sotzweiler ist ein Ortsteil der Gemeinde Tholey im Saarland mit ca. 1200 Einwohnern und liegt am Fuße des Schaumberges. In der Nähe liegt die Anschlussstelle Tholey der A 1.

## Geschichte
Fundamentenfunde einer Villa rustica, Teile einer Siedlung und einer Töpferei weisen auf eine Besiedelung der Gegend bereits zur Römerzeit hin.
1258 wird Sotzweiler erstmals urkundlich als „Sucwilre“ und 1361 als „Sotzwilr“ erwähnt. Die Namensdeutung ist noch nicht abgeschlossen, wobei jedoch ...weiler eine in dieser Gegend gebräuchliche Bezeichnung für eine kleine Ansiedlung war. Das Dorf war einige Zeit im Besitz des Klosters Tholey und der Herzöge von Lothringen gekommen zu sein. Die Pfarrei wurde von der Benediktinerabtei Tholey bestellt. War bis 1814 dem Kanton Tholey zugeordnet, im Département Moselle. 1846 bestand das Dorf aus 80 Gebäuden. 1870 wurden noch 33 Bauernhöfe gezählt. Im Ort wohnten im Jahre 1961 1252 Einwohner, von denen 521 erwerbstätig waren. Am 27. Mai 1970 hatte der Ort 1472 Einwohner.
Im Rahmen der saarländischen Gebiets- und Verwaltungsreform wurde die bis dahin eigenständige Gemeinde Sotzweiler am 1. Januar 1974 der Gemeinde Tholey zugeordnet.

## Sehenswertes
Die neugotische Pfarrkirche wurde in den Jahren 1913–1914 erbaut und ist dem heiligen Mauritius geweiht. Benediziert wurde sie 1915, konsekriert ein Jahr später. Die vier Glocken konnten erst im Jahre 1936 angeschafft werden. Die zweimanualige Stahlhuth-Orgel ist ein seltenes Beispiel für eine Multiplexorgel.
Die Wendelinuskapelle aus dem Jahre 1745 ging 1922 in Privatbesitz über.
Nordwestlich des Ortes auf offenem Feld befindet sich das Wortsegel, eine etwa 13 Meter hohe Stahlskulptur des aus dem Ort stammenden Künstlers Heinrich Popp.

## Vereine und Veranstaltungen
Folgende Vereine gibt es in Sotzweiler:
- Schützenverein Hubertus Sotzweiler-Bergweiler
- TSV Sotzweiler-Bergweiler (Fußball- & Sportverein)
- Kammerchor Sotzweiler
- Landfrauenverein Schaumberg Bergweiler Sotzweiler
- Handballverein Rot-Weiß Schaumberg Sotzweiler e. V.
- Angelfreunde Sotzweiler e. V.
- Boxclub Schaumberg e. V.
- DRK Ortsgruppe Sotzweiler-Bergweiler
- Förderverein der Freunde des TSV Sotzweiler-Bergweiler e. V.
- Förderverein Brandwacht Sotzweiler-Bergweiler e. V.

Sotzweiler besitzt eine Mehrzweckhalle (Heldenrechhalle).

## Persönlichkeiten
- Eusébio Oscar Kardinal Scheid SCJ (1932–2021), Erzbischof von Rio de Janeiro, Primiz in Sotzweiler
- Bodo Bost (* 1957), Pastoralreferent im Erzbistum Luxemburg

## Politik

### Ortsrat
Das Ergebnis der Ortsratswahlen vom Kommunalwahl vom 9. Juni 2024:
| Partei | Stimmenanteil | Sitze |
| CDU    | 69,7          | 6     |
| SPD    | 30,3          | 3     |

### Ortsvorsteher
Ortsvorsteher von Sotzweiler ist seit 2017 Christopher Salm (CDU).